# Orașul se ridică
Orașul se ridică (în italiană La città che sale) este pictură în ulei pe pânză a pictorului italian Umberto Boccioni realizat în 1910. A fost prima sa lucrare futuristă majoră.

## Context
Titlul original al tabloului era Il lavoro (Munca), așa cum a apărut la Mostra d'arte libera (Expoziția de artă liberă) din Milano în 1911. Deși sunt prezente elemente realiste, cum ar fi clădirea, iar spațiul este în continuare redat prin perspectivă, acest tablou este considerat prima lucrare futuristă adevărată a lui Umberto Boccioni, deși nu diferă în mod semnificativ de cele câteva lucrări anterioare ale sale centrate pe suburbii. În acest tablou, viziunea naturalistă a lucrărilor anterioare este parțial abandonată, fiind înlocuită de o viziune mai dinamică.

## Subiect
Clădirile în construcție dintr-o suburbie pot fi văzute cu coșuri de fum în partea superioară, dar cea mai mare parte a spațiului este ocupată de oameni și cai, topiți împreună într-un efort dinamic[3] Boccioni subliniază astfel unele dintre cele mai tipice elemente ale futurismului, exaltarea muncii umane și importanța orașului modern, construit în jurul necesităților moderne[4] Tabloul înfățișează construcția unui nou oraș cu evoluții și tehnologie. Suburbiile, și mediul urban în general, au stat la baza multor tablouri ale lui Boccioni, de la captarea sunetelor staccato ale construcțiilor în Pavele stradale până la tumultul de sunet și culoare oferit observatorului scenelor stradale, așa cum este caracterizat de Strada intră în casă.

## Proveniență
În 1912, tabloul a fost cumpărat de muzicianul Ferruccio Busoni în timpul expoziției itinerante de artă futuristă din Europa. A fost expus la Museum of Modern Art din New York ca parte a colecției permanente.